# Командири УПА

## Загальні принципи формування списку
Даний список є спробою зібрати воєдино всіх командирів УПА рангом до командирів сотень та відділів, начальників і членів Головного військового штабу (ГВШ), начальників штабів оперативних груп (ОГ), воєнних округ (ВО), тактичних відтинків (ТВ).
Список розділений на групи за рангами і посадами. Прізвища осіб в кожній групі розміщені в хронологічному порядку, в тій послідовності, в якій вони заступали попередників на певній посаді. Виняток складають командири куренів та сотень, розміщені в алфавітному порядку.
Прізвища командирів, які обіймали кілька посад повторюються відповідно цим посадам.
Кольором вказана подальша доля командирів:
| Командири УПА                                            |                              |                                    |                                    |                                                                                  |                                                                                       | |                              |
| Фото                                                     | Прізвище, ім'я, по-батькові  | Псевдо                             | Роки життя (вік)                   | Військовий чин                                                                   | Посада (термін на посаді)                                                             | Нагороди | Загинув від (тюрма)          |
| Головнокомандувачі УПА                                   |                              |                                    |                                    |                                                                                  |                                                                                       | |                              |
|                                                          | Шухевич Роман                | «Тарас Чупринка»                   | 30.06.1907 — 5.03.1950             | Генерал-хорунжий                                                                 | Головнокомандувач (02.1943-5.03.1950)                                                 | (посмертно) Золотий Хрест бойової заслуги 1 кл. Золотий Хрест Заслуги 1 кл. Герой України                                                |                              |
|                                                          | Кук Василь                   | «Леміш»                            | 11.01.1913 — 9.09.2007             | Генерал-хорунжий                                                                 | Головнокомандувач (03.1950-23.05.1954)                                                | Золотий Хрест Заслуги 1 кл. | (4 роки)                     |
| Начальники і члени Головного військового штабу (ГВШ) УПА |                              |                                    |                                    |                                                                                  |                                                                                       | |                              |
|                                                          | Грицай Дмитро                | «Перебийніс»                       | 1907 — †22.12.1945                 | Генерал-хорунжий УПА                                                             | Начальник ГВШ УПА (01.1944—22.12.1945)                                                | (посмертно) Золотий Хрест Заслуги |                              |
|                                                          | Гасин Олександр              | «Лицар»                            | 08.07.1907 — †31.01.1949           | Генерал-хорунжий УПА (посмертно)                                                 | Начальник ГВШ УПА (01.1946—31.01.1949)                                                | |                              |
|                                                          | Маївський Дмитро             | «Косар»                            | 8.11.1914 — †19.12.1945            | Генерал-політвиховник УПА                                                        |                                                                                       | (посмертно) Золотий Хрест Заслуги |                              |
|                                                          | Волошин Ростислав            | «Павленко», «Горбенко»             | 3.11.1911 — 22.08.1944             | Полковник-політвиховник УПА (посмертно)                                          | Командант запілля УПА                                                                 | (посмертно) Золотий Хрест Заслуги |                              |
|                                                          | Позичанюк Йосип              | «Шаблюк»                           | 1913 — 22.12.1944                  | Полковник УПА                                                                    | Політичний керівник УПА                                                               | |                              |
|                                                          | Бусел Яків                   | «Галина»                           | 26.01.1912 — 15.09.1945            | Підполковник (посмертно)                                                         | Начальник політвідділу (1944—15.09.1945)                                              | (посмертно) Золотий Хрест Заслуги |                              |
|                                                          | Федун Петро                  | «Петро Полтава»                    | 24.02.1919 — 23.12.1951            | Сотник-політвиховник УПА                                                         | Начальник політвідділу (1946–1949)                                                    | (1947) Срібний Хрест Заслуги |                              |
|                                                          | Трейко Іван                  | «Немо»                             | 18.04.1898 — 18.07.1945            | Генерал-хорунжий УПА (посмертно)                                                 | Командир розвідки ВО-4 «Тютюнник»                                                     | |                              |
|                                                          | Климів Іван                  | «Легенда»                          | 29.10.1909 — 4.12.1942             | Генерал-політвиховник (посмертно)                                                |                                                                                       | (посмертно) Золотий Хрест Заслуги |                              |
| Командири оперативних груп (ОГ) УПА                      |                              |                                    |                                    |                                                                                  |                                                                                       | |                              |
| Фото                                                     | Прізвище, ім'я, по-батькові  | Псевдо                             | Роки життя (вік)                   | Військовий чин                                                                   | Назва групи (термін на посаді)                                                        | Нагороди | Загинув від (тюрма)          |
|                                                          | Івахів Василь                | «Сонар», «Сом»                     | 18.04.1908—†13.05.1943             | Підполковник УПА (посмертно)                                                     | УПА на Волині (03.1943—13.05.1943)                                                    | (посмертно) Золотий Хрест бойової заслуги 1 кл.                                                                                          |                              |
|                                                          | Клячківський Дмитро          | «Клим Савур»                       | 4.11.1911—†12.02.1945              | Полковник УПА (посмертно)                                                        | УПА на Волині (05.1943—11.1943) УПА-Північ (11.1943—12.02.1945)                       | (посмертно) Золотий Хрест Заслуги Золотий Хрест бойової заслуги 1 кл.                                                                    |                              |
|                                                          | Козак Микола                 | «Смок»                             | 22.02.1915—†8.02.1949              | Майор СБ                                                                         | УПА-Північ (03.1945—12.1945)                                                          | Золотий Хрест Заслуги |                              |
|                                                          | Олійник Петро                | «Еней»                             | 9.07.1909—†17.02.1946              | Полковник УПА (посмертно)                                                        | УПА-Північ (12.1945—17.02.1946)                                                       | Бронзовий Хрест Заслуги |                              |
|                                                          | Литвинчук Іван               | «Дубовий»                          | 21.08.1920—†19.01.1951             | Майор УПА                                                                        | УПА-Північ (02.1946—19.01.1951)                                                       | Золотий Хрест Бойової Заслуги 2 кл. |                              |
|                                                          | Галаса Василь                | «Орлан»                            | 12.11.1920—†05.10.2002             | Полковник УПА                                                                    | в.о. командира УПА-Північ (01.1951—11.07.1953)                                        | Золотий Хрест Заслуги | (7 років)                    |
|                                                          | Луцький Олександр            | «Андрієнко»                        | 16.10.1910—†13.11.1946             |                                                                                  | УНС (07.1943—11.1943) УПА-Захід (11.1943—01.1944) УПА-Захід-Карпати (08.1944—09.1944) | |                              |
|                                                          | Сидор Василь                 | «Шелест»                           | 24.02.1910—†14.04.1949             | Полковник УПА                                                                    | УПА-Захід (26.01.1944—14.04.1949)                                                     | Срібний Хрест Бойової Заслуги 1 кл. |                              |
|                                                          | Грабець Омелян               | «Батько»                           | 1.08.1911—†10.06.1944              | Полковник УПА                                                                    | УПА-Південь (літо 1943—12.1943)                                                       | |                              |
|                                                          | Кук Василь                   | «Леміш»                            | 11.01.1913 — 9.09.2007             | Генерал-хорунжий                                                                 | УПА-Південь (12.1943—друга пол.1944)                                                  | Золотий Хрест Заслуги 1 кл. | (4 роки)                     |
|                                                          | Олійник Петро                | «Еней»                             | 9.07.1909—†17.02.1946              | Полковник УПА (посмертно)                                                        | УПА-Південь (друга пол.1944-12.1945)                                                  | Бронзовий Хрест Заслуги |                              |
|                                                          | Котик Семен                  | «Докс»                             | 1915—†16.12.1945                   | Сотник УПА                                                                       | УПА-Південь (12.1945-16.12.1945)                                                      | Бронзовий Хрест Бойової Заслуги |                              |
| Начальники штабів оперативних груп (ОГ) УПА              |                              |                                    |                                    |                                                                                  |                                                                                       | |                              |
| Фото                                                     | Прізвище, ім'я, по-батькові  | Псевдо                             | Роки життя (вік)                   | Військовий чин                                                                   | Назва групи (термін на посаді)                                                        | Нагороди | Загинув від (тюрма)          |
|                                                          | Ковальський Юліан            | «Гарпун»                           | 24.11.1918 — †13.05.1943           | Сотник УПА                                                                       | УПА на Волині (1943—13.05.1943)                                                       | |                              |
|                                                          | Медвідь Михайло              | «Карпович», «Кременецький»         | 1913(14) — †4.06.1945              | Підполковник УПА                                                                 | УПА-Північ (01.1944—06.1944)                                                          | |                              |
|                                                          | Ступницький Леонід           | «Гончаренко»                       | 29.05.1891 — †05.08.1944           | Генерал-хорунжий УПА                                                             | УПА-Північ (06.1944—05.08.1944)                                                       | Хрест Симона Петлюри |                              |
|                                                          | Процюк Василь                | «Кропива»                          | 1913 — †13.06.1944                 | Майор УПА                                                                        | УПА-Південь (1943—05.1944)                                                            | (посмертно) 2 Золоті Хрести бойової заслуги 1 кл                                                                                         |                              |
|                                                          | Свистун Микола               | «Ясен», «Ворон»                    | 1912 — †08.12.1944                 | Майор УПА                                                                        | УПА-Південь (05.1944—08.12.1944)                                                      | (посмертно) 2 Золоті Хрести бойової заслуги 1 кл                                                                                         |                              |
| Командири військових округ (ВО)                          |                              |                                    |                                    |                                                                                  |                                                                                       | |                              |
| Фото                                                     | Прізвище, ім'я, по-батькові  | Псевдо                             | Роки життя (вік)                   | Військовий чин                                                                   | Назва ВО (термін на посаді)                                                           | Нагороди | Загинув від (тюрма)          |
|                                                          | Затовканюк Сильвестр         | «Пташка»                           | 1915—†25.02.1944                   |                                                                                  | ВО-1 «Заграва» (весна 1943—08.1943)                                                   | Золотий Хрест Заслуги |                              |
|                                                          | Литвинчук Іван               | «Дубовий»                          | 21.08.1920—†19.01.1951             | Майор УПА                                                                        | ВО-1 «Заграва» (08.1943—03.1944)                                                      | Золотий Хрест Бойової Заслуги 2 кл. |                              |
|                                                          | Янішевський Степан           | «Юрій» «Далекий»                   | 17.09.1914—†29.11.1951             | Поручик УПА                                                                      | ВО-1 «Заграва» (03.1944—?)                                                            | |                              |
|                                                          | Якимчук Микола               | «Олег»                             | 1914 — † 29.07.1947                | Хорунжий УПА                                                                     | ВО-3 «Турів» (?.1943—11.1943)                                                         | Срібний Хрест Заслуги |                              |
|                                                          | Стельмащук Юрій              | «Рудий», «Кайдаш»                  | 1920 — †5.10.1945                  | Хорунжий УПА                                                                     | ВО-3 «Турів» (11.1943 —10.1944) Західна ВО «Завихост» (11.1944 — 01.1945)             | |                              |
|                                                          | Воробець Федір               | «Верещака»                         | 1922 — †09.1959                    | Поручник УПА                                                                     | ВО-4 «Тютюнник» (осінь 1943 — літо 1944) Східна ВО (08.1944 — 15.01.1946)             | (8.10.1945) Золотий Хрест Бойової Заслуги 2 кл.                                                                                          |                              |
|                                                          | Харків Віктор                | «Хмара»                            | 8.08.1918—†1985                    | Хорунжий УПА                                                                     | ВО-1 «Башта» (11.1943 — 1.09.1944)                                                    | | 10 років                     |
|                                                          | Линда Остап                  | «Ярема»                            | 17.03.1913 — †24.11.1944           | Майор УПА                                                                        | ВО-2 «Буг» (12.1943 — 06.1944)                                                        | |                              |
|                                                          | Левкович Василь              | «Вороний»                          | 06.02.1920—†13.12.2012             | Полковник УПА                                                                    | ВО-2 «Буг» (06.1944 — 17.12.1946)                                                     | (15.03.1946) Золотий Хрест Бойової Заслуги 2 кл. Орден князя Ярослава Мудрого V ст.                                                      | 25 років                     |
|                                                          | Тершаковець Зиновій          | «Лисий», «Федір»                   | 19.08.1913—†04.11.1948             | Майор-політвиховник УПА (посмертно)                                              | ВО-2 «Буг» (поч.1947—4.11.1948)                                                       | |                              |
|                                                          | Польовий Омелян              | «Остап»                            | 03.01.1913—†12.06.1999             | Полковник УПА                                                                    | ВО-3 «Лисоня» (1943 —27.09.1944)                                                      | Бронзовий Хрест Бойової Заслуги | 25 років                     |
|                                                          | Якубовський Володимир        | «Бондаренко»                       | 1915—†17.06.1947                   |                                                                                  | ВО-3 «Лисоня» (1946—17.06.1947)                                                       | |                              |
|                                                          | Безпалько Осип               | «Задорожний», «Остап»              | 1914—†03.08.1947                   | майор УПА (посмертно)                                                            | ВО-3 «Лисоня» (17.06.1947—03.08.1947)                                                 | Срібний Хрест Заслуги |                              |
|                                                          | Бутковський Іван             | «Гуцул»                            | 02.05.1910—†05.08.1967             | Підполковник УПА                                                                 | ВО-4 «Говерла» (1-а пол. 1944–1945)                                                   | (25.04.1945) Золотий Хрест Бойової Заслуги 2 кл.                                                                                         |                              |
|                                                          | Твердохліб Микола            | «Грім», «Музика»                   | 1911—†17.05.1954                   | Полковник УПА                                                                    | ВО-4 «Говерла» (1945—17.05.1954)                                                      | Золотий Хрест Заслуги |                              |
|                                                          | Вільшинський Богдан          | «Орел»                             | 12.10.1910 — †22.12.1944           |                                                                                  | УНС Дрогобицької обл. (кінець 1943) ВО-5 «Маківка» (кінець 1943)                      | |                              |
|                                                          | Белейович Іван               | «Дзвінчук»                         | 1.06.1916—†19.07.1999              | Сотник УПА                                                                       | ВО-5 «Маківка» (01.1944 — 1945)                                                       | | 9 років                      |
|                                                          | Чорній Яків                  | «Ударник», «Куля»                  | 15.01.1914—†24.12.1944             | Хорунжий УПА                                                                     | ВО-6 «Сян» (літо 1944—11.1944)                                                        | |                              |
|                                                          | Онишкевич Мирослав           | «Орест», «Білий»                   | 26.01.1911—†06.07.1950             | Полковник УПА                                                                    | ВО-6 «Сян» (1945—11.1947)                                                             | |                              |
| Начальники штабів військових округ (ВО)                  |                              |                                    |                                    |                                                                                  |                                                                                       | |                              |
| Фото                                                     | Прізвище, ім'я, по-батькові  | Псевдо                             | Роки життя (вік)                   | Військовий чин                                                                   | Назва ВО (термін на посаді)                                                           | Нагороди | Загинув від (тюрма)          |
|                                                          | Шум Олекса                   | «Вовчак»                           | 14.05.1919—†20.03.1944             | Старшина УПА                                                                     | ВО-3 «Турів» (осінь 1943—20.03.1944)                                                  | |                              |
|                                                          | Громадюк Олексій             | «Голубенко», «Острізький»          | 1913—†27.12.1944                   | Сотник УПА                                                                       | ВО-3 «Турів» (09.1944—12.1944) Західна ВО «Завихост» (12.1944—27.12.1944)             | |                              |
|                                                          | Ступницький Леонід           | «Гончаренко»                       | 29.05.1891 — †05.08.1944           | Генерал-хорунжий УПА(посмертно)                                                  | ВО-1 «Заграва» (05.1943—07.1943)                                                      | |                              |
|                                                          | Левицький Микола             | «Макаренко»                        | травень 1914 — †08.08.1944         | Майор УПА (посмертно)                                                            | ВО-1 «Заграва» (07.1943—09.1943)                                                      | |                              |
|                                                          | Корінець Дмитро Васильович   | «Бористен», «Штаєр»                | 7.11.1913—†29.07.1944              | Майор УПА (посмертно)                                                            | ВО-1 «Заграва» (02.1944—29.07.1944)                                                   | Золотий Хрест Бойової Заслуги 2 кл. Золотий Хрест Бойової Заслуги 1 кл.                                                                  |                              |
|                                                          | Саляк Юліян                  | «Тиміш»                            | 9.06.1921—†22.01.1946              | поручник УПА                                                                     | ВО-1 «Башта» (1944)                                                                   | Бронзовий Хрест Бойової Заслуги |                              |
|                                                          | Казван Дмитро                | «Черник»                           | 1918—†14.03.1946                   | Майор УПА                                                                        | ВО-2 «Богун» (осінь 1943—05.1944)                                                     | Золотий Хрест Бойової Заслуги 2 кл. |                              |
|                                                          | Ґудзоватий Петро             | «Очеретенко»                       | 1912—†29.01.1946                   | сотник                                                                           | ВО-4 «Тютюнник» (1944) Східна ВО (1944—01.1946)                                       | Срібний Хрест Бойової Заслуги 1 кл. |                              |
|                                                          | Якубовський Володимир        | «Бондаренко»                       | 1915—†17.06.1947                   | Майор УПА                                                                        | ВО-3 «Лисоня» (12.1943—17.06.1947)                                                    | |                              |
|                                                          | Фрасуляк Степан              | «Хмель»                            | 23.01.1904—†1.07.1951              | Підполковник УПА (посмертно)                                                     | ВО-4 «Говерла» (15.05.1944—1948)                                                      | Бронзовий Хрест Заслуги |                              |
|                                                          | Павлик Володимир             | «Пік»                              | 2.07.1915 — †весна 1947            |                                                                                  | ВО-6 «Сян» (03.1944—12.1944)                                                          | |                              |
|                                                          | Шпонтак Іван                 | «Залізняк»                         | 12.08.1919 — †14.04.1989           | Сотник УПА                                                                       | ВО-6 «Сян»                                                                            | (25.04.1945) Срібний Хрест Бойової Заслуги 2 кл.                                                                                         | 20 років                     |
| Командири тактичних відтинків (ТВ)                       |                              |                                    |                                    |                                                                                  |                                                                                       | |                              |
| Фото                                                     | Прізвище, ім'я, по-батькові  | Псевдо                             | Роки життя (вік)                   | Назва ТВ (термін на посаді)                                                      | Належність ТВ (Військова округа)                                                      | Нагороди | Загинув від (тюрма)          |
|                                                          | Котельницький Григорій       | «Шугай»                            | 8.09.1907—†26.01.1946              | ТВ-11 «Пліснисько» (осінь.1944—09.1945)                                          | ВО-2 «Буг»                                                                            | Срібний Хрест Бойової Заслуги 1 кл. |                              |
|                                                          | Грицина Михайло              | «Чайчук»                           | 21.11.1914—†19.12.1945             | ТВ-11 «Пліснисько» (09.1945—19.12.1945)                                          | ВО-2 «Буг»                                                                            | Бронзовий Хрест Бойової Заслуги |                              |
|                                                          | Котула Іван                  | «Іванко»                           | ? —†7.02.1946                      | ТВ-11 «Пліснисько» (1946)                                                        | ВО-2 «Буг»                                                                            | Бронзовий Хрест Бойової Заслуги |                              |
|                                                          | Сенюк Василь                 | «Летун»                            | 1921—†12.02.1945                   | ТВ-12 «Климів» (кінець 1944)                                                     | ВО-2 «Буг»                                                                            | Срібний Хрест Бойової Заслуги 1 кл. (25.04.1945)                                                                                         |                              |
|                                                          | Хвалібота Михайло            | «Лис»                              | 1915—†1.02.1949                    | ТВ-12 «Климів» (02.1945—06.1945)                                                 | ВО-2 «Буг»                                                                            | Срібний Хрест Бойової Заслуги 1 кл. (25.04.1945)                                                                                         |                              |
|                                                          | Василяшко Василь             | «Перемога»                         | 13.04.1918—†16.02.1946             | ТВ-12 «Климів» (06.1945—16.02.1946)                                              | ВО-2 «Буг»                                                                            | (4.1945),(10.1945),(15.2.1946) Бронзовий Хрест Бойової Заслуги, Срібний Хрест Бойової Заслуги 1 кл., Золотий Хрест Бойової Заслуги 1 кл. |                              |
|                                                          | Маговський Олександр         | «Град»                             | 12.03.1915—†22.09.1945             | ТВ-13 «Розточчя» (03.1945—22.09.1945)                                            | ВО-2 «Буг»                                                                            | Бронзовий Хрест Бойової Заслуги |                              |
|                                                          | Саляк Юліян                  | «Тиміш»                            | 9.06.1921—†22.01.1946              | ТВ-13 «Розточчя» (09.1945—22.01.1946)                                            | ВО-2 «Буг»                                                                            | Бронзовий Хрест Бойової Заслуги |                              |
|                                                          | Сколоздра Василь             | «Грабенко»                         | 13.11.1919—†3.11.1987              | ТВ-14 «Асфальт» (09.1945—1946)                                                   | ВО-2 «Буг»                                                                            | (5.09.1946), (15.10.1949) Бронзовий Хрест Бойової Заслуги, Срібний Хрест Бойової Заслуги 1 кл.                                           |                              |
|                                                          | Шульган Мар’ян               | «Білоус»                           | 1910(1911)—†11.04.1951             | ТВ-15 «Яструб» (07.1945 - 09.1945)                                               | ВО-2 «Буг»                                                                            | |                              |
|                                                          | Котельницький Григорій       | «Шугай»                            | 8.09.1907—†26.01.1946              | ТВ-15 «Яструб» (09.1945—26.01.1946)                                              | ВО-2 «Буг»                                                                            | Срібний Хрест Бойової Заслуги 1 кл. |                              |
|                                                          | Браницький Мирон             | «Буря»                             | 19.04.1919—†22.02.1949             | ТВ-15 «Яструб» (1946—10.1947)                                                    | ВО-2 «Буг»                                                                            | Бронзовий Хрест Бойової Заслуги |                              |
|                                                          | Шепета Василь                | «Чорний»                           | 30.10.1920—†12.07.1946             | ТВ-16 «Серет» (07.1945—07.1946)                                                  | ВО-3 «Лисоня»                                                                         | Бронзовий Хрест Бойової Заслуги |                              |
|                                                          | Федик Богдан                 | «Крук»                             | 1919—†7.05.1945                    | ТВ-18 «Стрипа» (1.05.1945—7.05.1945)                                             | ВО-3 «Лисоня»                                                                         | (25.04.1945) Срібний Хрест Бойової Заслуги 2 кл.                                                                                         |                              |
|                                                          | Хамчук Петро                 | «Бистрий»                          | 26.07.1919—†21.01.1947             | ТВ-18 «Стрипа» (01.1945—04.1945)                                                 | ВО-3 «Лисоня»                                                                         | (?), (10.10.1946) Бронзовий Хрест Бойової Заслуги, Срібний Хрест Бойової Заслуги 1 кл.                                                   |                              |
|                                                          | Кедюлич Іван                 | «Чубчик», «Довбня»                 | 8.12.1912—†1.08.1945               | ТВ-19 «Камінець» (01.1945—1.08.1945)                                             | ВО-3 «Лисоня»                                                                         | |                              |
|                                                          | Матвіїв Юліан                | «Недобитий»                        | 1912 — †8.04.1953                  | ТВ-20 «Чернівці» (літо 1945 — осінь 1949)                                        | ВО-4 «Говерла»                                                                        | Бронзовий Хрест Бойової Заслуги |                              |
|                                                          | Яворський Микола             | «Козак»                            | 1916—†29.01.1946                   | ТВ-21 «Гуцульщина» (01.1945—01.1946)                                             | ВО-4 «Говерла»                                                                        | Срібний Хрест Бойової Заслуги 2 кл. |                              |
|                                                          | Мельник Петро                | «Хмара»                            | 10.10.1910—†27.04.1953             | ТВ-21 «Гуцульщина» (01.1946—09.1949)                                             | ВО-4 «Говерла»                                                                        | Бронзовий Хрест Заслуги (03.1945) Срібний Хрест Бойової Заслуги 1 кл.                                                                    |                              |
|                                                          | Андрусяк Василь              | «Грегіт», «Різун»                  | 11.01.1915—†24.02.1946             | ТВ-22 «Чорний ліс» (25.04.1945—24.02.1946)                                       | ВО-4 «Говерла»                                                                        | (25.04.1945), (посмертно) Золотий Хрест Бойової Заслуги 2 кл. Золотий Хрест Бойової Заслуги 1 кл.                                        |                              |
|                                                          | Трач Богдан                  | «Дунай»                            | 1923—†28.11.1950                   | ТВ-22 «Чорний ліс» (09.1946—09.1949)                                             | ВО-4 «Говерла»                                                                        | Бронзовий Хрест Бойової Заслуги |                              |
|                                                          | Ім'я і прізвище невідоме     | «Вухо»                             | невідомо                           | ТВ-23 «Магура» (9.09.1944—10.1944)                                               | ВО-4 «Говерла»                                                                        | |                              |
|                                                          | Фрасуляк Степан              | «Хмель»                            | 23.01.1904—†1.07.1951              | ТВ-23 «Магура» (10.1944—01.1945)                                                 | ВО-4 «Говерла»                                                                        | Бронзовий Хрест Заслуги |                              |
|                                                          | Ім'я і прізвище невідоме     | «Сокіл»                            |                                    | ТВ-23 «Магура» (01.1945—?.1945)                                                  | ВО-4 «Говерла»                                                                        | |                              |
|                                                          | Королюс Федір                | «Колчак»                           | 28.06.1922-†7.04.1945              | ТВ-23 «Магура» (?.1945—7.04.1945)                                                | ВО-4 «Говерла»                                                                        | |                              |
|                                                          | Косарчин Ярослав             | «Байрак»                           | 15.08.1919—†13.12.1951             | ТВ-23 «Магура» (04.1945—09.1949)                                                 | ВО-4 «Говерла»                                                                        | (15.08.1946) Срібний Хрест Бойової Заслуги 2 кл.                                                                                         |                              |
|                                                          | Вітовський Дмитро            | «Зміюка», «Андрієнко»              | 7.07.1919—†29.04.1947              | ТВ-24 «Маківка» (05.1945—28.03.1946)                                             | ВО-4 «Говерла»                                                                        | |                              |
|                                                          | Стебельський Степан          | «Хрін»                             | 18.10.1914—†9.09.1949              | ТВ-24 «Маківка» (15.08.1947—1948)                                                | ВО-4 «Говерла»                                                                        | (08.1946), (посмертно) Срібний Хрест Бойової Заслуги 1 кл. Золотий Хрест Заслуги 1 кл.                                                   |                              |
|                                                          | Кедюлич Іван                 | «Чубчик», «Довбня»                 | 8.12.1912—†1.08.1945               | ТВ-25 «Закарпаття» (07.1945—не заступив)                                         | ВО-4 «Говерла»                                                                        | |                              |
|                                                          | Мізерний Василь              | «Рен»                              | 26.02.1910—†24.08.1949             | ТВ-26 «Лемко» (11.1945—літо 1947)                                                | ВО-6 «Сян»                                                                            | |                              |
|                                                          | Шпонтак Іван                 | «Залізняк»                         | 12.08.1919 — †14.04.1989           | ТВ-27 «Бастіон» (03.1945 —09.1947)                                               | ВО-6 «Сян»                                                                            | (25.04.1945) Срібний Хрест Бойової Заслуги 2 кл.                                                                                         | 20 років                     |
|                                                          | Лукасевич Мар'ян             | «Ягода»                            | 22.06.1922 — †17.09.1945           | ТВ-28 «Данилів» (03.1945—17.09.1945)                                             | ВО-6 «Сян»                                                                            | Срібний Хрест Бойової Заслуги 1 кл. Бронзовий Хрест Бойової Заслуги                                                                      |                              |
|                                                          | Сорочак Володимир            | «Беркут»                           | 22.02.1922 — †2.02.2010            | ТВ-28 «Данилів» (1.11.1946—9.06.1947)                                            | ВО-6 «Сян»                                                                            | |                              |
|                                                          | Штендера Євген               | «Прірва»                           | 1924 — 23.08.2022                  | ТВ-28 «Данилів» (літо 1947–1948)                                                 | ВО-6 «Сян»                                                                            | Хрест Івана Мазепи |                              |
| Начальники штабів тактичних відтинків (ТВ)               |                              |                                    |                                    |                                                                                  |                                                                                       | |                              |
| Фото                                                     | Прізвище, ім'я, по-батькові  | Псевдо                             | Роки життя (вік)                   | Назва ТВ (термін на посаді)                                                      | Належність ТВ (Військова округа)                                                      | Нагороди | Загинув від (тюрма)          |
| Командири загонів, куренів                               |                              |                                    |                                    |                                                                                  |                                                                                       | |                              |
| Фото                                                     | Прізвище, ім'я, по-батькові  | Псевдо                             | Роки життя (вік)                   | Назва куреня (термін на посаді)                                                  | Належність куреня (ТВ чи ВО)                                                          | Нагороди | Загинув від (тюрма)          |
|                                                          | Антонюк Порфир               | «Сосенко»                          | 19.09.1909 — †7.03.1944            | Загін ім. Богуна (11.1943 —02.1944)                                              | ВО-3 «Турів»                                                                          | |                              |
|                                                          | Білинський Ярослав           | «Бистрий»                          | 1921—†24.04.1946                   | рейдуючий курінь                                                                 | ВО-2 «Богун»                                                                          | |                              |
|                                                          | Бобанич Михайло              | «Трясило»                          | 1.04.1910—†19.03.1946              | курінь «Бойки» (10.1944 - 07.1945)                                               | ВО-4 «Говерла»                                                                        | Срібний Хрест Бойової Заслуги 1 кл. |                              |
|                                                          | Брилевський Василь           | «Боровий»                          | 1915—†19.06.1945                   | загін ім. Хмельницького (1943)                                                   | ВО-1 «Заграва»                                                                        | Срібний Хрест Бойової Заслуги 2 кл. (25.04.1945)                                                                                         |                              |
|                                                          | Брись Олексій                | «Остап»                            | 15.12.1921—†06.01.2015             | 8-й курінь ім. Сагайдачного (1943—02.1944)                                       | ВО-3 «Турів»                                                                          | | 10 років                     |
|                                                          | Вацик Павло                  | «Прут»                             | 17.07.1917—†01.03.1946             | 1-й Підкарпатський (04.1945—09.1949)                                             | ВО-4 «Говерла»                                                                        | Срібний Хрест Бойової Заслуги 1 кл. |                              |
|                                                          | Гальо Михайло                | «Коник»                            | 1914 — †07.01.1946                 | 2-й Перемиський (весна 1945—7.01.1946)                                           | ВО-6 «Сян»                                                                            | |                              |
|                                                          | Гах Дмитро                   | «Скуба»                            | 10.10.1919 — † 27.09.1945          | «Гайдамаки» (1944—27.09.1945)                                                    | ВО-4 «Говерла»                                                                        | Срібний Хрест Бойової Заслуги 1 кл. |                              |
|                                                          | Гринішак Лука                | «Довбуш»                           | 19.09.1918 — †13.09.1956           | 5-й курінь «Бескид» (11.1943 —02.1944)                                           | ВО-4 «Говерла»                                                                        | Бронзовий Хрест Бойової Заслуги |                              |
|                                                          | Гуль Володимир               | «Глухий»                           | 24.07.1924 — †3.03.1947            | 1-й курінь «Холодноярці» (02.1946 —06.1946)                                      | ВО-2 «Буг»                                                                            | Срібний Хрест Бойової Заслуги 1 кл. |                              |
|                                                          | Ґонта Іван                   | «Гамалія»                          | 4.07.1913—†01.11.1944              | курінь «Довбуш» (09.1944—1.11.1944)                                              | ВО-4 «Говерла»                                                                        | |                              |
|                                                          | Данилюк Назарій              | «Перебийніс»                       | 1910—†31.10.1951                   | Буковинський курінь (04.1944—?)                                                  | ВО-4 «Говерла»                                                                        | Срібний Хрест Заслуги |                              |
|                                                          | Дзюбенко Володимир           | «Чорнота»                          | 1921 — †1944                       | Загін (? — 1944)                                                                 | ВО-1 «Заграва»                                                                        | |                              |
|                                                          | Дуб Яків                     | «Клименко»                         | 24.04.1919 — †23.01.1946           | Курінь «Промінь» (8.08.1944-9.09.1944)                                           | ВО-4 «Говерла»                                                                        | Бронзовий Хрест Бойової Заслуги |                              |
|                                                          | Дячишин Ігор                 | «Іскра»                            | ? — †8.10.1946                     | Курінь «Сивуля» (1944-8.10.1946)                                                 | ВО-4 «Говерла»                                                                        | Бронзовий Хрест Бойової Заслуги Срібний Хрест Бойової Заслуги 2 кл.                                                                      |                              |
|                                                          | Ждан Ярослав                 | «Острий»                           | 1921 —†10.04.1944?                 | Загін «Прилуцький» («ім. Хмельницького») (1943—04.1944)                          | ВО-1 «Заграва»                                                                        | |                              |
|                                                          | Зінчук Тихон                 | «Кубік», «Ромб»                    | 1909 —†04.1946 ?                   | 4-а бригада «Соборна Україна» «ім. Вовчака» (08.1944—04.1946)                    | Західна ВО «Завихост»                                                                 | Срібний Хрест Бойової Заслуги 1 кл. |                              |
|                                                          | Калинюк Дмитро               | «Ярок»                             | 1917 або 1920 — †12.02.1945        | 1-а бригада «Пам'ять Базару» (11.1944—12.02.1945)                                | Західна ВО «Завихост»                                                                 | |                              |
|                                                          | Климишин Іван                | «Крук»                             | 1918 — †7.05.1944                  | Кременецький курінь (осінь 1942—7.05.1944)                                       | ВО-2 «Богун»                                                                          | Золотий Хрест Бойової Заслуги 2 кл. |                              |
|                                                          | Климук                       | «Крига», «Назар»                   | ? —†12.09.1944                     | 6-та бриг. «Помста Крут» (08.1944—12.09.1944)                                    | Західна ВО «Завихост»                                                                 | |                              |
|                                                          | Климчак Іван                 | «Лисий»                            | 1915 —†1944 або 1945               | 5-та бригада «Пилявці» (1944-?)                                                  | Західна ВО «Завихост»                                                                 | |                              |
|                                                          | Коваль Степан                | «Рубашенко», «Юрій»                | 03.01.1914 — †7.03.2001            | Загін «Котловина» (1943 — осінь 1944)                                            | ВО-3 «Турів»                                                                          | | 10 років (відбув 2р. 8міс.)  |
|                                                          | Кондрас Михайло              | «Великан», «Міша»                  | 1912—†11.04.1948                   | Курінь (1944 — 1946)                                                             | ВО-2 «Богун» ВО «Холодний Яр»                                                         | |                              |
|                                                          | Котик Семен                  | «Докс»                             | 1915—†16.12.1945                   | Курінь (весна 1944 — 11.1945)                                                    | ВО-2 «Богун» ВО «Холодний Яр»                                                         | Бронзовий Хрест Бойової Заслуги |                              |
|                                                          | Лис Іван                     | «Сторчан»                          | 1921 — †24.04.1944                 | курінь «Сторчана» ( –24.04.1944)                                                 | ВО «Вінниця»                                                                          | |                              |
|                                                          | Матвіїв Юліан                | «Недобитий»                        | 1912 — †8.04.1953                  | курінь «Перемога» (1944–1945)                                                    | ВО-4 «Говерла»                                                                        | Бронзовий Хрест Бойової Заслуги |                              |
|                                                          | Мельник Макар                | «Кора»                             | 1915 — †4.05.1945                  | загін ім.«Коновальця» (1944–1945)                                                | ВО-1 «Заграва»                                                                        | Золотий Хрест Бойової Заслуги 1 класу |                              |
|                                                          | Онишкевич Тарас              | «Галайда»                          | ? — †28.03.1944                    | 1-й курінь на півн. Львівщини, згодом «Галайда»                                  | ВО-2 «Буг»                                                                            | |                              |
|                                                          | Пелип Дмитро                 | «Євшан», «Ем»                      | 1900 — †7.11.1944                  | курінь «Галайда» (05.1944—7.11.1944)                                             | ВО-2 «Буг»                                                                            | Золотий Хрест Бойової Заслуги 1 кл. |                              |
|                                                          | Рудак Данило                 | «Чорний»                           | 1916 — †16.08.1948                 | Курінь «Смертоносці» (08.1945-10.1947)                                           | ВО-4 «Говерла»                                                                        | Бронзовий Хрест Бойової Заслуги Срібний Хрест Бойової Заслуги 2 кл.                                                                      |                              |
|                                                          | Рудик Адам                   | «Шавула»                           | 1909 — †1944                       | Загін (курінь) «ім. Остапа»                                                      | ВО-1 «Заграва»                                                                        | |                              |
|                                                          | Савченко Микола              | «Байда», «377»                     | 20.02.1921 — †01.01.1979           | 2-й Перемиський (02.1946 — 1948)                                                 | ВО-6 «Сян»                                                                            | Золотий Хрест Бойової Заслуги 1 кл. |                              |
|                                                          | Семенюк Никон                | «Ярема», «Стальний»                | 1919 — †1945                       | Загін ім. Богуна Загін «Дорош»                                                   | ВО-1 «Заграва» Східна ВО                                                              | |                              |
|                                                          | Скляновський-Гордієнко Іван  | «Чорногора»                        | 1918 — † 21.08.1949                | «Гайдамаки» (27.09.1945 - ?)                                                     | ВО-4 «Говерла»                                                                        | |                              |
|                                                          | Скорупський Максим           | «Макс»                             | 29.11.1912 — †11.12.1985           | курінь (03.1944 — 05.1944)                                                       | ВО-2 «Богун» (в УПА-Південь)                                                          | |                              |
|                                                          | Скуба Микита                 | «Лайдака»                          | 1916—†11.03.1944                   | Загін ім. Колодзінського (09.1943—11.03.1944)                                    | ВО-1 «Заграва»                                                                        | Золотий Хрест Бойової Заслуги 1 кл. |                              |
|                                                          | Трач Христофор               | «Кармелюк»                         | 17.06.1921 — †19.08.1949           | Курінь «Смертоносці» (04.1945-08.1945)                                           | ВО-4 «Говерла»                                                                        | Бронзовий Хрест Бойової Заслуги |                              |
|                                                          | Трохимчук Степан             | «Недоля»                           | 1909—†4.01.1945                    | курінь (02.1944—04.1944)                                                         | ВО-1 «Заграва»                                                                        | |                              |
|                                                          | Троцюк Григорій              | «Верховинець»                      | 1920(1917) —†11.12.1951            | 6-а бриг.«Помста Крут» («ім. Назара») (11.1944—1946)                             | Західна ВО «Завихост»                                                                 | Срібний Хрест Бойової Заслуги 1 кл. (23.10.1948)                                                                                         |                              |
|                                                          | Фединський Василь            | «Павук»                            | 14.04.1914—†14.09.1947             | кур. УНС «ім. Кривоноса2» (01.1944 — 02.1944)                                    | УНС (Дрогобицька область)                                                             | |                              |
|                                                          | Химинець Олекса              | «Благий»                           | 1912—†20.03.1945                   | курінь «Смертоносці» (09.1944—20.03.1944)                                        | ВО-4 «Говерла»                                                                        | Срібний Хрест Бойової Заслуги 1 кл. (25.04.1945)                                                                                         |                              |
|                                                          | Чав'як Володимир             | «Чорнота»                          | 1922 — †13.12.1991                 | 2-й курінь «Дзвони» (1943 —осінь 1944)                                           | ВО-4 «Говерла»                                                                        | Бронзовий Хрест Бойової Заслуги Срібний Хрест Бойової Заслуги 2 кл.                                                                      | 25 років                     |
|                                                          | Шкітак Антін                 | «Омелян»                           | 1917—†29.11.1943                   | кур. УНС «ім. Кривоноса2» (літо 1943 — 29.11.1943)                               | УНС (Дрогобицька область)                                                             | |                              |
|                                                          | Шпонтак Іван                 | «Залізняк»                         | 12.08.1919 — †14.04.1989           | курінь «Месники» (03.1944 —09.1947)                                              | ВО-6 «Сян»                                                                            | (25.04.1945) Срібний Хрест Бойової Заслуги 2 кл.                                                                                         | 20 років                     |
|                                                          | Юсип Ярослав                 | «Журавель»                         | 16.10.1913—†21.01.1946             | курінь «Промінь» (осінь 1944—літо 1945)                                          | ВО-4 «Говерла»                                                                        | (25.04.1945) Срібний Хрест Бойової Заслуги 2 кл.                                                                                         |                              |
|                                                          | Яськів Василь                | «Бобик»                            | 13.01.1907—†18.08.1948             | Курінь «Сивуля» (10.1946—1947)                                                   | ВО-4 «Говерла»                                                                        | Бронзовий Хрест Бойової Заслуги |                              |
| Командири сотень і відділів                              |                              |                                    |                                    |                                                                                  |                                                                                       | |                              |
| Фото                                                     | Прізвище, ім'я, по-батькові  | Псевдо                             | Роки життя (вік)                   | Назва сотні, відділу (термін на посаді)                                          | Належність сотні (курінь чи ТВ, ВО)                                                   | Нагороди | Загинув від (тюрма)          |
|                                                          | Андрейчук Іван               | «Вихор»                            | 1921 — †8.10.1946                  | Сотня «Залізні» (12.1945— осінь 1946)                                            | ВО-4 «Говерла»                                                                        | Бронзовий Хрест Бойової Заслуги |                              |
|                                                          | Басюк Євген                  | «Чорноморець»                      | 14.12.1922 — після 2009            | Сотня в Здолбуніському курені (1943–1944)                                        | ВО «Богун»                                                                            | Срібн. Хрест Бойової Заслуги 2кл. style="background: transparent" \| \| \| \|                                                            | зрадник, офіц. НКВС з 1945   |
|                                                          | Березюк Микола               | «Морозенко»                        | 1912 — †19.12.1945                 | Сотня «Хорти» (? –19.12.1945)                                                    | ВО-4 «Говерла»                                                                        | |                              |
|                                                          | Білінчук Дмитро              | «Хмара»                            | 1919 — †08.04.1953                 | Сотня ім. Б.Хмельницького (літо 1944–1946)                                       | ВО-4 «Говерла»                                                                        | Бронзовий Хрест Бойової Заслуги |                              |
|                                                          | Боднар Роман                 | «Сагайдачний»                      | 7.04.1921 — †7.06.2002             | Сотня «Холодноярці-1» (08-11.1945) Сотня «Переяслави-1» (06-07.1947)             | ВО-2 «Буг»                                                                            | |                              |
|                                                          | Булас Теодор                 | «Балай», «Бень»                    | 6.03.1913 — †11.06.1946            | Сотня «Месники-3» (04.1945—11.06.1946)                                           | ВО-6 «Сян»                                                                            | |                              |
|                                                          | Вовчук Іван                  | «Граб»                             | 13.06.1886 — †4.08.1955            | Сотня «Леви II» (04.1944—05.1944) Сотня «Леви III» (05.1944—06.1944)             | ВО-2 «Буг»                                                                            | |                              |
|                                                          | Горбай Володимир             | «Галайда»                          | 2.04.1922 — †25.11.1948            | Сотня «Опришки» (14.05.1945 — 09.1945)                                           | ВО-4 «Говерла»                                                                        | |                              |
|                                                          | Горчин Михайло               | «Грузин»                           | 22.04.1920 — †10.09.1948           | Сотня «ім. Хмельницького» (2півр.1946 — 07.1948)                                 | ВО-4 «Говерла»                                                                        | Срібний Хрест Бойової Заслуги 1 кл. |                              |
|                                                          | Гречанюк Федір               | «Буря»                             | ? — †7.01.1946                     | Сотня «Заведії» (Весна 1945—7.01.1946)                                           | ВО-4 «Говерла»                                                                        | |                              |
|                                                          | Гробельський Роман           | «Бродич», «Роман»                  | 1919 — †08.02.1949                 | Сотня Ударники-1 (05.1946—30.10.1947)                                            | ВО-6 «Сян»                                                                            | |                              |
|                                                          | Гусак Василь                 | «Вивірка»                          | 1913 — †9.01.1946                  | Сотня «Верховинці» (весна 1945— 9.01.1946)                                       | ВО-4 «Говерла»                                                                        | Бронзовий Хрест Бойової Заслуги |                              |
|                                                          | Ґудзик Василь                | «Оріх»                             | 5.03.1927 — †15.08.2007            | Сотня «Басейн» (05.1949—09.1949)                                                 | ВО-4 «Говерла»                                                                        | Срібний Хрест Бойової Заслуги 1 кл. |                              |
|                                                          | Депутат Володимир            | «Довбуш2»                          | 1918 — †3.10.1946                  | Сотня «Опришки» (12.1944— 3.10.1946)                                             | ВО-4 «Говерла»                                                                        | 2 Бронзові Хрести Бойової Заслуги |                              |
|                                                          | Дзюрак Дмитро                | «Пиріг»                            | 8.10.1921 — †16.10.1946            | Сотня «Чорні чорти ім. Гамалії» (11.1944— 08.1946)                               | ВО-4 «Говерла»                                                                        | Бронзовий Хрест Бойової Заслуги |                              |
|                                                          | Долішняк Юрій                | «Білий»                            | 26.04.1916 — † 01.05.1948          | Сотня «Сурма» (1944—1947)                                                        | ВО-4 «Говерла»                                                                        | Бронзовий Хрест Бойової Заслуги |                              |
|                                                          | Дубик Роман                  | «Боєвір»                           | 1922 — †23.03.1945                 | Сотня у Буковинському курені (11.1944— 23.03.1945)                               | ВО-4 «Говерла»                                                                        | |                              |
|                                                          | Дуда Михайло                 | «Громенко», «Зиновій»              | 21.11.1921 — †07.07.1950           | Сотня Ударники-2 (08.1945—22.10.1945) (07.01.1946—1947)                          | ВО-6 «Сян»                                                                            | Золотий Хрест Бойової Заслуги 2 кл. Золотий Хрест Бойової Заслуги 1 кл. Срібний Хрест Бойової Заслуги 1 кл.                              |                              |
|                                                          | Зварич Федір                 | «Волиняк»                          | 7.03.1921 — †1947                  | Сотня «Хорти» (20.12.1945 — 25.02.1946)                                          | ВО-4 «Говерла»                                                                        | |                              |
|                                                          | Іванишин Ярослав             | «Скрегулець»                       | 1924 — †1948                       | Сотня «Рисі» (13 — 20.05.1946)                                                   | ВО-4 «Говерла»                                                                        | |                              |
|                                                          | Капало Іван                  | «Бродяга»                          | 7.07.1910 — †24.01.1945            | Сотня «Пролом» (2.1944-3.07.1944)                                                | ВО-2 «Буг»                                                                            | |                              |
|                                                          | Карванський Дмитро           | «Орський», «Кер»                   | 1913 — †07.01.1946                 | Сотня Ударники-2 (1945—7.01.1946)                                                | ВО-6 «Сян»                                                                            | |                              |
|                                                          | Карпенко Дмитро              | «Ястріб», «Лютий»                  | 1917 — †17.12.1944                 | Сотня «Сіроманці» (поч. 1944—17.12.1944)                                         | ВО-3 «Лисоня»                                                                         | (посмертно) Золотий Хрест Бойової Заслуги 1 кл.                                                                                          |                              |
|                                                          | Катамай Микола               | «Причепа»                          | 1925 — †21.01.1947                 | Сотня «Стріла» (07.1946— 21.01.1947)                                             | ВО-4 «Говерла»                                                                        | |                              |
|                                                          | Качинський Сергій            | «Остап»                            | 1917 — †10.03.1943                 | Одна з перших сотень (02.1943—10.03.1943)                                        | УПА-Північ                                                                            | (посмертно) Золотий Хрест Бойової Заслуги 1 кл.                                                                                          |                              |
|                                                          | Кобринович Володимир         | «Одноріг»                          | 1918 — †6.10.1946                  | Сотня у Загоні «ім. Коновальця» (1943— 1943)                                     | ВО-1 «Заграва»                                                                        | |                              |
|                                                          | Ковальчук Григорій           | «Ворон»                            | 1917 — †1963                       | Сотня «Сіроманці» (20.11.1943—04.1944) Сотня «Рубачі» (04-10.1944)               | ВО-3 «Лисоня»                                                                         | Бронзовий Хрест Бойової Заслуги | 20 років                     |
|                                                          | Ковальчук Федір              | «Богун»                            | 1923 — †8.3.1946                   | Сотня «Залізні» (1945—06.1946)                                                   | ВО-4 «Говерла»                                                                        | |                              |
|                                                          | Когуч Павло                  | «Павло»                            | 9.09.1923 — †14.02.1951            | Сотня «Заведії» (01 - 04.1945) Сотня «Месники» (літо 1945 — 11.1949)             | ВО-4 «Говерла»                                                                        | Бронзовий Хрест Бойової Заслуги |                              |
|                                                          | Корж Микола                  | «Сокіл»                            | 17.09.1924 — †7.04.1953            | Сотня «Змії» (07.01.1945— 10.1947)                                               | ВО-4 «Говерла»                                                                        | Бронзовий Хрест Бойової Заслуги |                              |
|                                                          | Коржак Михайло               | «Сапер»                            | 1922 — †30.09.1949                 | Сотня «Сірі» (1946— осінь 1947)                                                  | ВО-4 «Говерла»                                                                        | Бронзовий Хрест Бойової Заслуги |                              |
|                                                          | Коростіль Володимир          | «Осика»                            | 1927 — †4.11.1950                  | Сотня «Жубри-1» (05.1945—8.03.1946)                                              | ВО-2 «Буг»                                                                            | Бронзовий Хрест Бойової Заслуги |                              |
|                                                          | Коцьолок Ярослав             | «Крилач»                           | 1922 — †13.06.1947                 | Сотня Ударники-8 (1944 — ?) Сотня Ударники-6 (? — 13.06.1947)                    | ВО-6 «Сян»                                                                            | Бронзовий Хрест Бойової Заслуги |                              |
|                                                          | Краль Василь                 | «Чавс»                             | 9.02.1917 — †26.09.1976            | Сотня «Галайда-2» (08.1945) Сотня (відділ 114) (08.1945 - жовтень 1947)          | ВО-2 «Буг» ВО-6 «Сян»                                                                 | | 7 років                      |
|                                                          | Лагода Петро                 | «Громовий»                         | 25.05.1912 — †1993                 | Сотня «Ведмідь» (05 - 07.1944) Сотня «Жубри-2» (10.1944 — весна.1945)            | ВО-2 «Буг»                                                                            | |                              |
|                                                          | Левко Григорій               | «Крук»                             | 1924 — ?                           | Сотня «Месники-4» Сотня «Месники-5»                                              | ВО-6 «Сян»                                                                            | | Подальша доля невідома       |
|                                                          | Лобай Євген                  | «Штиль»                            | 1914 — †4.08.1946                  | Сотня «Кочовики» (27.12.1944 — †04.08.1946)                                      | ВО-2 «Буг»                                                                            | Бронзовий Хрест Бойової Заслуги |                              |
|                                                          | Мазур Григорій               | «Калинович»                        | 15.01.1912 — †28.04.1949           | Сотня «Месники-1» (04.1946—1947)                                                 | ВО-6 «Сян»                                                                            | |                              |
|                                                          | Марійчин Андрій              | «Тютюнник»                         | 12.12.1914 — †13.04.1946           | Сотня «Вітрогони» (01.1945 — 25.12 1945)                                         | ВО-4 «Говерла»                                                                        | |                              |
|                                                          | Микитишин Федір              | «Вихор 1»                          | 1927? — †22.03.1947                | Сотня «Бистрі» (01.1945—05.1945)                                                 | ВО-4 «Говерла»                                                                        | Бронзовий Хрест Бойової Заслуги |                              |
|                                                          | Москалюк Михайло             | «Спартан»                          | 08.09.1921 — †02.02.1950           | Сотня № 59 ім. М.Колодзінського (1943—2.02.1950)                                 | ВО-4 «Говерла»                                                                        | |                              |
|                                                          | Москалюк Онуфрій             | «Яструб»                           | 1918 — †1980-ті                    | Сотня «Змії» (06.1944—08.1944)                                                   | ВО-4 «Говерла»                                                                        | Бронзовий Хрест Бойової Заслуги |                              |
|                                                          | Мостицький Богдан            | «Вершник»                          | 1918 — †1996                       | Сотня «Месники» (10.1944—04.1945)                                                | ВО-4 «Говерла»                                                                        | | 25 років                     |
|                                                          | Мулик Петро                  | «Шабля»                            | 1922 — †1.10.1947                  | Сотня «Зелені» сотня «Гуцули» (1945—1947)                                        | ВО-4 «Говерла»                                                                        | |                              |
|                                                          | Негрич Дмитро                | «Мороз»                            | 26.07.1909 — †19.09.1945           | «Березівська» сотня (1943—кінець 1944)                                           | ВО-4 «Говерла»                                                                        | |                              |
|                                                          | Оленюк Михайло               | «Олег»                             | 1919 — †17.05.1945                 | Сотня «Залізні» (10.1944— 17.05.1945)                                            | ВО-4 «Говерла»                                                                        | |                              |
|                                                          | Орищук Михайло               | «Бойко»                            | ? — †23.01.1945                    | Сотня «Заведії» (06.1944— 23.01.1945)                                            | ВО-4 «Говерла»                                                                        | |                              |
|                                                          | Панас Василь                 | «Сивий»                            | 14.01.1923 — †9.04.1949            | Сотня «Галайда-2» (05.1945 - 06.1946)                                            | ВО-2 «Буг»                                                                            | 2 Срібні Хрести Бойової Заслуги 2 кл. |                              |
|                                                          | Паньків Іван Микитович       | «Явір»                             | 1912 — †04.05.1950                 | Сотня у ТВ-14 «Асфальт» (1944)                                                   | ВО-2 «Буг»                                                                            | Золотий Хрест Бойової Заслуги 1 кл. Срібний Хрест Бойової Заслуги 1 кл.                                                                  |                              |
|                                                          | Паращук Василь Дмитрович     | «Заверюха»                         | 13.02.1921 — †1.12.1949            | Сотня «Дністер»                                                                  | ВО-4 «Говерла»                                                                        | |                              |
|                                                          | Пахолків Святослав           | «Дуденко»                          | 4.10.1925 — †13.01.1945            | Сотня «Бистрі» (08.1944— 13.01.1945)                                             | ВО-4 «Говерла»                                                                        | Бронзовий Хрест Бойової Заслуги |                              |
|                                                          | Перегіняк Григорій           | «Коробка»                          | 8.01.1908 — †22.02.1943 (35 років) | Одна з перших сотень (11.1942—22.02.1943)                                        | УПА на Волині                                                                         | |                              |
|                                                          | Петраш Михайло               | «Явір»                             | 20.09.1922 — †30.06.1946           | Сотня «Стріла» (12.1944— 30.06.1946)                                             | ВО-4 «Говерла»                                                                        | Бронзовий Хрест Бойової Заслуги |                              |
|                                                          | Пленюк Микола                | «Геник»                            | 1923 — †24.07.1949                 | Сотня «Лебеді» (1945—06.1946)                                                    | ВО-4 «Говерла»                                                                        | |                              |
|                                                          | Почигайло Ярослав            | «Крук»                             | 1922 — †7.06.1951                  | Сотня «Лісовики» (01.1945— 04.1945)                                              | ВО-3 «Лисоня»                                                                         | Срібний Хрест Бойової Заслуги 1 кл. |                              |
|                                                          | Рак Петро                    | «Овоч»                             | 1917 — †1.04.1947                  | Сотня «Буйні» (08 - 10.1944) сотня «Холодноярці» (25.11.1944 - 1946)             | ВО-3 «Лисоня»                                                                         | |                              |
|                                                          | Римик Богдан                 | «Ханенко»                          | 11.04.1922 — †22.06.1945           | Сотня «Хорти» (05 - 22.06.1945)                                                  | ВО-4 «Говерла»                                                                        | |                              |
|                                                          | Свідрук Микола               | «Завзятий»                         | 1914 — †22.06.1946                 | Сотня «Зелені» (12.1944 — 7.02.1946)                                             | ВО-4 «Говерла»                                                                        | | Зрадник, Ліквідований СБ ОУН |
|                                                          | Семак Матвій                 | «Гонта»                            | 17.11.1910 — †11.05.1946           | Сотня «Рисі» (1943—11.05.1946)                                                   | ВО-4 «Говерла»                                                                        | Бронзовий Хрест Бойової Заслуги |                              |
|                                                          | Семкович Володимир           | «Влодко, Ревай»                    | 12.09.1912 — †21.02.1947           | Сотня «Рисі» (20.05.1946—07.1947)                                                | ВО-4 «Говерла»                                                                        | Бронзовий Хрест Бойової Заслуги |                              |
|                                                          | Сенів Юрко                   | «Костенко»                         | 16.05.1923 — †26.08.1946           | Сотня у ТВ-19 «Камінець» (1945—26.08.1946)                                       | ВО-3 «Лисоня»                                                                         | Бронзовий Хрест Бойової Заслуги, Срібний Хрест Бойової Заслуги 2 кл.                                                                     |                              |
|                                                          | Симчич Мирослав              | «Кривоніс»                         | 05.01.1923 — 18.01.2023            | «Березівська» сотня (весна 1947—04.12.1948)                                      | ВО-4 «Говерла»                                                                        | Орден Свободи Орден «За заслуги» III ст. Герой України                                                                                   | 32 роки, 6 міс.              |
|                                                          | Сікора Богдан                | «Карпенко»                         | 1923 — †25.11.1945                 | Сотня «Опришки» (? — 10.1944)                                                    | ВО-4 «Говерла»                                                                        | |                              |
|                                                          | Скригунець Василь            | «Гамалія»                          | 1893 — †15.05.1948                 | Сотня «Черемош» (1944—1945)                                                      | ВО-4 «Говерла»                                                                        | |                              |
|                                                          | Стадник Андрій               | «Бистрий»                          | 12.12.1914 — †11.05.1946           | Сотня «Бистриця» (?—02.1945)                                                     | ВО-4 «Говерла»                                                                        | |                              |
|                                                          | Ступка Василь                | «Тараско»                          | 1924 — †22.12.1947                 | відділ 91 «Басейн» (10.11.1947 — 22.12.1947)                                     | ВО-4 «Говерла»                                                                        | Бронзовий Хрест Бойової Заслуги |                              |
|                                                          | Стурко Юліан                 | «Грізний»                          | 11.02.1918 — †14.02.1953           | відділ 86 «Журавлі» (01.1946 — 1947)                                             | ВО-4 «Говерла»                                                                        | Бронзовий Хрест Бойової Заслуги |                              |
|                                                          | Тарабан Микола               | «Туча»                             | 30.03.1921 — †28.04.2013           | Сотня «Месники-2» (06.1946—09.1947)                                              | ВО-6 «Сян»                                                                            | |                              |
|                                                          | Тарнавський Михайло          | «Гроза»                            | 1922 — †3.06.1946                  | Сотня «Звірі» (11.1944— 3.06.1946 )                                              | ВО-4 «Говерла»                                                                        | |                              |
|                                                          | Тюшка Микола                 | «Морозенко»                        | 1923 — †28.02.1946                 | Сотня «Вітрогони» (26.12.1945 — 28.02.1946)                                      | ВО-4 «Говерла»                                                                        | |                              |
|                                                          | Ухань Михайло                | «Умань»                            | 12.12.1921 — †?                    | Сотня «Месники-2» (16.07.1945 — 10.1945) Сотня «Месники-1» (11.1945 — 1.02.1946) | ВО-6 «Сян»                                                                            | | Подальша доля невідома       |
|                                                          | Федорак Іван                 | «Крук»                             | ? — †1945                          | Сотня «Гуцули» (01.1945 — ? 1945)                                                | ВО-4 «Говерла»                                                                        | |                              |
|                                                          | Федорич Іван                 | «Байда»                            | 1920 — †29.05.1949                 | Сотня «Опришки» (4.10.1946 — 7.1947)                                             | ВО-4 «Говерла»                                                                        | |                              |
|                                                          | Федорків Володимир           | «Оверко»                           | 1920 — †4.03.1947                  | Сотня «Витязі» (09.1944— 09.1945) Сотня «Русичі» (09.1945 - 1946)                | ВО-2 «Буг»                                                                            | |                              |
|                                                          | Фридер Михайло               | «Нечай»                            | 21.11.1918 — †10.03.1945           | Сотня «Сурма» (06.1944 — 08.1944) Сотня «Ударники-3» (11.1944)                   | ВО-4 «Говерла» ВО-6 «Сян»                                                             | |                              |
|                                                          | Харук Микола                 | «Вихор»                            | 1915 — †24.09.1952                 | Сотня «ім.Богуна» (1945—08.1948)                                                 | ВО-4 «Говерла»                                                                        | Бронзовий Хрест Бойової Заслуги |                              |
|                                                          | Шишканинець Василь           | «Бір»                              | 25.12.1921 — †28.02.1948           | Сотня Ударники-3 (?—28.02.1948)                                                  | ВО-6 «Сян»                                                                            | |                              |
|                                                          | Шніцер Олексій               | «Меч»                              | 1912 — †1946? (попав у полон)      | Сотня «Риболовці» (9.1944—02.1946)                                               | ВО-3 «Лисоня»                                                                         | Бронзовий Хрест Бойової Заслуги |                              |
|                                                          | Шумей Юрій                   | «Хмель»                            | 1918 — †1992                       | Сотня «Загроза» (7.1944—8.1944)                                                  | ВО-4 «Говерла»                                                                        | |                              |
|                                                          | Щигельський Володимир        | «Бурлака»                          | 08.08.1921 — †7.04.1949            | Сотня Ударники-4 (1944 — 4.09.1947)                                              | ВО-6 «Сян»                                                                            | (20.01.1946) Срібний Хрест Заслуги 2 кл.                                                                                                 |                              |
|                                                          | Щикульський Іван             | «Чародій»                          | 06.10.1912 — †1997                 | Сотня «Чорноморці» (05.1945 — 09.1945)                                           | ВО-3 «Лисоня»                                                                         | |                              |
|                                                          | Щирба Василь                 | «Підкова»                          | 1914 — †02.1947                    | Сотня Месники-1 (02-03.1946)                                                     | ВО-6 «Сян»                                                                            | |                              |
|                                                          | Юрцуняк Михайло              | «Юрко»                             | 8.06.1920 — †30.11.1947            | Сотня «Березівська» Сотня «Дністер»                                              | ВО-4 «Говерла»                                                                        | |                              |
|                                                          | Юрцуняк Осип                 | «Вовк»                             | 16.06.1920 — †26.05.1946           | Сотня «Лебеді» (08.1945— 26.05.1946)                                             | ВО-4 «Говерла»                                                                        | Бронзовий Хрест Бойової Заслуги |                              |
|                                                          | Юхнович Іван                 | «Кок»                              | 1908 — †31.12.1944                 | Сотня «Лісовики» (04 — 12.1944)                                                  | ВО-3 «Лисоня»                                                                         | |                              |
|                                                          | Яворський Казимир            | «Бей»                              | 1921 — †17.12.1947                 | Сотня «Хорти» (9.09.1944—17.12.1947)                                             | ВО-4 «Говерла»                                                                        | Срібний Хрест Бойової Заслуги 2 кл. |                              |
|                                                          | Янківський Григорій          | «Ластівка»                         | 08.03.1914 — †05.06.1947           | Сотня Ударники-7 (літо 1945—5.06.1947)                                           | ВО-6 «Сян»                                                                            | |                              |
|                                                          | Ярицький Степан              | «Крамаренко»                       | 1922 — †20.03.1951                 | Сотня «Звірі» (16.07.1946—1947)                                                  | ВО-4 «Говерла»                                                                        | Бронзовий Хрест Бойової Заслуги |                              |
| Медаль «За бойові заслуги»                               | Медаль «За визволення Праги» | Орден Вітчизняної війни II ступеня |                                    |                                                                                  |                                                                                       | |                              |